# Heerda
Heerda je zaniklá vesnice v plužině obce Wölfis poblíž obce Cranwinkel v zemském okrese Gotha v Durynsku v Německu.

## Historie
Osada Heerda byla poprvé uvedena v Mohučské listině 20. března 1143. Osada spadala pod Mühlberské hrabství. V roce 1895 žilo v obci 112 obyvatel. Roku 1908 byly obce Heerda a Tambuchshof spojeny do jednoho obvodu v rámci vojenského újezdu Ohrdruf.